# Lijst van voetbalinterlands Egypte - Zambia
Deze lijst van voetbalinterlands is een overzicht van alle officiële voetbalwedstrijden tussen de nationale teams van Egypte en Zambia. De landen hebben tot op heden twintig keer tegen elkaar gespeeld. De eerste ontmoeting was een groepswedstrijd tijdens de Afrika Cup 1974 op 4 maart 1974 in Caïro. Het laatste duel, een vriendschappelijke wedstrijd, werd gespeeld op 12 oktober 2023 in Al Ain (Verenigde Arabische Emiraten).

## Wedstrijden
| №  | Plaats         | Datum            | Competitie           | Wedstrijd       | Uitslag |
| -- | -------------- | ---------------- | -------------------- | --------------- | ------- |
| 1  | Caïro          | 4 maart 1974     | Afrika Cup 1974      | Egypte − Zambia | 3 − 1   |
| 2  | Caïro          | 15 juli 1977     | WK 1978 kwalificatie | Egypte − Zambia | 2 − 0   |
| 3  | Lusaka         | 31 juli 1977     | WK 1978 kwalificatie | Zambia − Egypte | 0 − 0   |
| 4  | Caïro          | 1 oktober 1982   | Vriendschappelijk    | Egypte − Zambia | 3 − 5   |
| 5  | Caïro          | 3 oktober 1982   | Vriendschappelijk    | Egypte − Zambia | 0 − 0   |
| 6  | Kinshasa       | 23 november 1985 | Vriendschappelijk    | Egypte − Zambia | 1 − 0   |
| 7  | Kitwe          | 20 december 1988 | Vriendschappelijk    | Zambia − Egypte | 1 − 2   |
| 8  | Ziguinchor     | 13 januari 1992  | Afrika Cup 1992      | Egypte − Zambia | 0 − 1   |
| 9  | Johannesburg   | 26 november 1995 | Vriendschappelijk    | Egypte − Zambia | 3 − 1   |
| 10 | Bloemfontein   | 27 januari 1996  | Afrika Cup 1996      | Zambia − Egypte | 3 − 1   |
| 11 | Bobo-Dioulasso | 13 februari 1998 | Afrika Cup 1998      | Zambia − Egypte | 0 − 4   |
| 12 | Kano           | 23 januari 2000  | Afrika Cup 2000      | Egypte − Zambia | 2 − 0   |
| 13 | Caïro          | 9 januari 2001   | Vriendschappelijk    | Egypte − Zambia | 3 − 1   |
| 14 | Bamako         | 31 januari 2002  | Afrika Cup 2002      | Egypte − Zambia | 2 − 1   |
| 15 | Kumasi         | 30 januari 2008  | Afrika Cup 2008      | Egypte − Zambia | 1 − 1   |
| 16 | Caïro          | 29 maart 2009    | WK 2010 kwalificatie | Egypte − Zambia | 1 − 1   |
| 17 | Chililabombwe  | 10 oktober 2009  | WK 2010 kwalificatie | Zambia − Egypte | 0 − 1   |
| 18 | Caïro          | 14 november 2013 | Vriendschappelijk    | Egypte − Zambia | 2 − 0   |
| 19 | Abu Dhabi      | 11 oktober 2015  | Vriendschappelijk    | Egypte − Zambia | 3 − 0   |
| 20 | Al Ain         | 12 oktober 2023  | Vriendschappelijk    | Egypte − Zambia | 1 − 0   |

## Samenvatting
| Competitie        | Totaal gespeeld | Winst Egypte | Gelijk | Winst Zambia | Doelsaldo Egypte – Zambia |
| ----------------- | --------------- | ------------ | ------ | ------------ | ------------------------- |
| WK-kwalificatie   | 4               | 2            | 2      | 0            | 4 − 1                     |
| Afrika Cup        | 7               | 4            | 1      | 2            | 13 − 7                    |
| Vriendschappelijk | 9               | 7            | 1      | 1            | 18 − 8                    |
| Totaal            | 20              | 13           | 4      | 3            | 35 − 16                   |

Wedstrijden bepaald door strafschoppen worden, in lijn met de FIFA, als een gelijkspel gerekend.
EFA · A-internationals · Selecties · Bondscoaches · Egyptisch vrouwenelftal · Olympisch elftal · Egypte U21 · Egypte U20 · Egypte U19 · Egypte U18 · Egypte U17
1920 – 1929 · 
1930 – 1939 · 
1940 – 1949 · 
1950 – 1959 · 
1960 – 1969 · 
1970 – 1979 · 
1980 – 1989 · 
1990 – 1999 · 
2000 – 2009 · 
2010 – 2019 ·
2020 − 2029
WK 1934 · 
WK 1990 · 
WK 2018
OS 1924 · 
OS 1928 · 
OS 1936 · 
OS 1948 · 
OS 1952 · 
OS 1960 · 
OS 1964 · 
OS 1968 · 
OS 1992 · 
OS 2012 · 
OS 2020
1920 · 
1921–1923 · 
1924 · 
1925–1927 · 
1928 · 
1929–1931 · 
1932 · 
1933 · 
1934 · 
1935 · 
1936 · 
1937–1947 · 
1948 · 
1949 · 
1950 · 
1952 · 
1952 · 
1953 · 
1954 · 
1955 · 
1956 · 
1957 · 
1958 · 
1959 · 
1960 · 
1961 · 
1962 · 
1963 · 
1964 · 
1965 · 
1966 · 
1967 · 
1968 · 
1969 · 
1970 · 
1971 · 
1972 · 
1973 · 
1974 · 
1975 · 
1976 · 
1977 · 
1978 · 
1979 · 
1980 · 
1981 · 
1982 · 
1983 · 
1984 · 
1985 · 
1986 · 
1987 · 
1988 · 
1989 · 
1990 · 
1991 · 
1992 · 
1993 · 
1994 · 
1995 · 
1996 · 
1997 · 
1998 · 
1999 · 
2000 · 
2001 · 
2002 · 
2003 · 
2004 · 
2005 · 
2006 · 
2007 · 
2008 · 
2009 · 
2010 · 
2011 · 
2012 ·
2013 ·
2014 ·
2015 ·
2016 ·
2017 ·
2018 ·
2019 ·
2020 ·
2021 ·
2022 ·
2023 ·
2024
Algerije ·
Angola ·
Argentinië ·
Australië ·
Bahrein ·
België ·
Benin ·
Bolivia ·
Bosnië en Herzegovina ·
Botswana ·
Brazilië ·
Bulgarije ·
Burkina Faso ·
Burundi ·
Canada ·
Centraal-Afrikaanse Republiek ·
Chili ·
China ·
Colombia ·
Comoren ·
Congo-Brazzaville ·
Congo-Kinshasa ·
DDR ·
Denemarken ·
Djibouti ·
Duitsland ·
Engeland ·
Equatoriaal-Guinea ·
Estland ·
Ethiopië ·
Finland ·
Frankrijk ·
Gabon ·
Georgië ·
Ghana ·
Griekenland ·
Guinee ·
Guinee-Bissau ·
Hongarije ·
Ierland ·
Indonesië ·
Irak ·
Iran ·
Italië ·
Ivoorkust ·
Jamaica ·
Japan ·
Jemen ·
Joegoslavië ·
Jordanië ·
Kaapverdië ·
Kameroen ·
Kenia ·
Koeweit ·
Kroatië ·
Libanon ·
Liberia ·
Libië ·
Litouwen ·
Luxemburg ·
Madagaskar ·
Malawi ·
Mali ·
Malta ·
Marokko ·
Mauritanië ·
Mauritius ·
Mexico ·
Mozambique ·
Namibië ·
Nederland ·
Nieuw-Zeeland ·
Niger ·
Nigeria ·
Noord-Korea ·
Noord-Macedonië ·
Noorwegen ·
Oeganda ·
Oman ·
Oostenrijk ·
Palestina ·
Polen ·
Portugal ·
Qatar ·
Roemenië ·
Rusland ·
Rwanda ·
Saoedi-Arabië ·
Schotland ·
Senegal ·
Sierra Leone ·
Slowakije ·
Soedan ·
Somalië ·
Spanje ·
Swaziland ·
Syrië ·
Tanzania ·
Thailand ·
Togo ·
Trinidad en Tobago ·
Tsjaad ·
Tsjecho-Slowakije ·
Tunesië ·
Turkije ·
Uruguay ·
Verenigde Arabische Emiraten ·
Verenigde Staten ·
Wit-Rusland ·
Zambia ·
Zimbabwe ·
Zuid-Afrika ·
Zuid-Jemen ·
Zuid-Korea ·
Zuid-Soedan ·
Zweden ·
Zwitserland
Kameroen (2017) ·
Rusland (2018) ·
Saoedi-Arabië (2018) ·
Uruguay (2018)
FAZ · 
A-internationals · 
Selecties · 
Statistieken · 
Zambiaans vrouwenelftal · 
Olympisch elftal · 
Zambia U21 · 
Zambia U20 · 
Zambia U18 · 
Zambia U17
1964 – 1979 ·
1980 – 1989 ·
1990 – 1999 ·
2000 – 2009 ·
2010 – 2019 ·
2020 − 2029
1964 ·
1965 ·
1966 ·
1967 ·
1968 ·
1969 ·
1970 ·
1971 ·
1972 ·
1973 ·
1974 ·
1975 ·
1976 ·
1977 ·
1978 ·
1979 ·
1980 ·
1981 ·
1982 ·
1983 ·
1984 ·
1985 ·
1986 ·
1987 ·
1988 ·
1989 ·
1990 ·
1991 ·
1992 ·
1993 ·
1994 ·
1995 ·
1996 ·
1997 ·
1998 ·
1999 ·
2000 ·
2001 ·
2002 ·
2003 ·
2004 ·
2005 ·
2006 ·
2007 ·
2008 ·
2009 ·
2010 ·
2011 ·
2012 ·
2013 ·
2014 ·
2015 ·
2016 ·
2017 ·
2018 ·
2019 ·
2020 ·
2021 ·
2022
Algerije · 
Angola ·
België ·
Benin ·
Botswana ·
Brazilië ·
Burkina Faso ·
Burundi ·
Chili ·
China ·
Comoren ·
Congo-Brazzaville ·
Congo-Kinshasa ·
Djibouti ·
Ecuador ·
Egypte ·
Equatoriaal-Guinea ·
Ethiopië ·
Gabon ·
Gambia ·
Ghana ·
Guinee ·
Guinee-Bissau ·
Honduras ·
India ·
Irak ·
Iran ·
Israël ·
Ivoorkust ·
Jamaica ·
Japan ·
Jemen ·
Jordanië ·
Kaapverdië ·
Kameroen ·
Kenia ·
Koeweit ·
Lesotho ·
Liberia ·
Libië ·
Madagaskar ·
Malawi ·
Mali ·
Marokko ·
Mauritanië ·
Mauritius ·
Mozambique ·
Namibië ·
Niger ·
Nigeria ·
Noord-Korea ·
Oeganda ·
Oman ·
Rwanda ·
Saoedi-Arabië ·
Senegal ·
Seychellen ·
Sierra Leone ·
Soedan ·
Somalië ·
Swaziland ·
Tanzania ·
Togo ·
Tsjaad ·
Tunesië ·
Zimbabwe ·
Zuid-Afrika ·
Zuid-Korea
Ivoorkust (2012)